# Couvent San Domenico (Fiesole)
Pour les articles homonymes, voir Couvent San Domenico.
Le Couvent San Domenico  est un couvent dominicain du quartier San Domenico de Fiesole, situé entre la colline de Fiesole et les faubourgs de Florence.

## Histoire
Le couvent a été fondé en 1406 et finit d'être édifié en 1435 sur l'initiative de Giovanni Dominici et de l'évêque de Fiesole Jacopo Altoviti, deux moines de Santa Maria Novella.
Il fut le deuxième couvent dominicain de l'aire florentine, avant l'édification du couvent San Marco de Florence, où les moines ont été transférés vers le milieu du Quattrocento.
Il fut même appelé « il Conventino » (par rapport à la grandeur de Saint Maria Nouvelle), et fut un important centre de formation pour les jeunes moines, dont Antonino Pierozzi, devenu ensuite archevêque de Florence et saint.
Y vécut Fra Angelico, qui peignit plusieurs œuvres dont la Pala di Fiesole.

## Architecture
L'église est à nef unique avec des chapelles latérales ; le portique d'entrée date de 1635, sur un projet de Matteo Nigetti comme le campanile.

## Œuvres présentes
- de Fra Angelico :

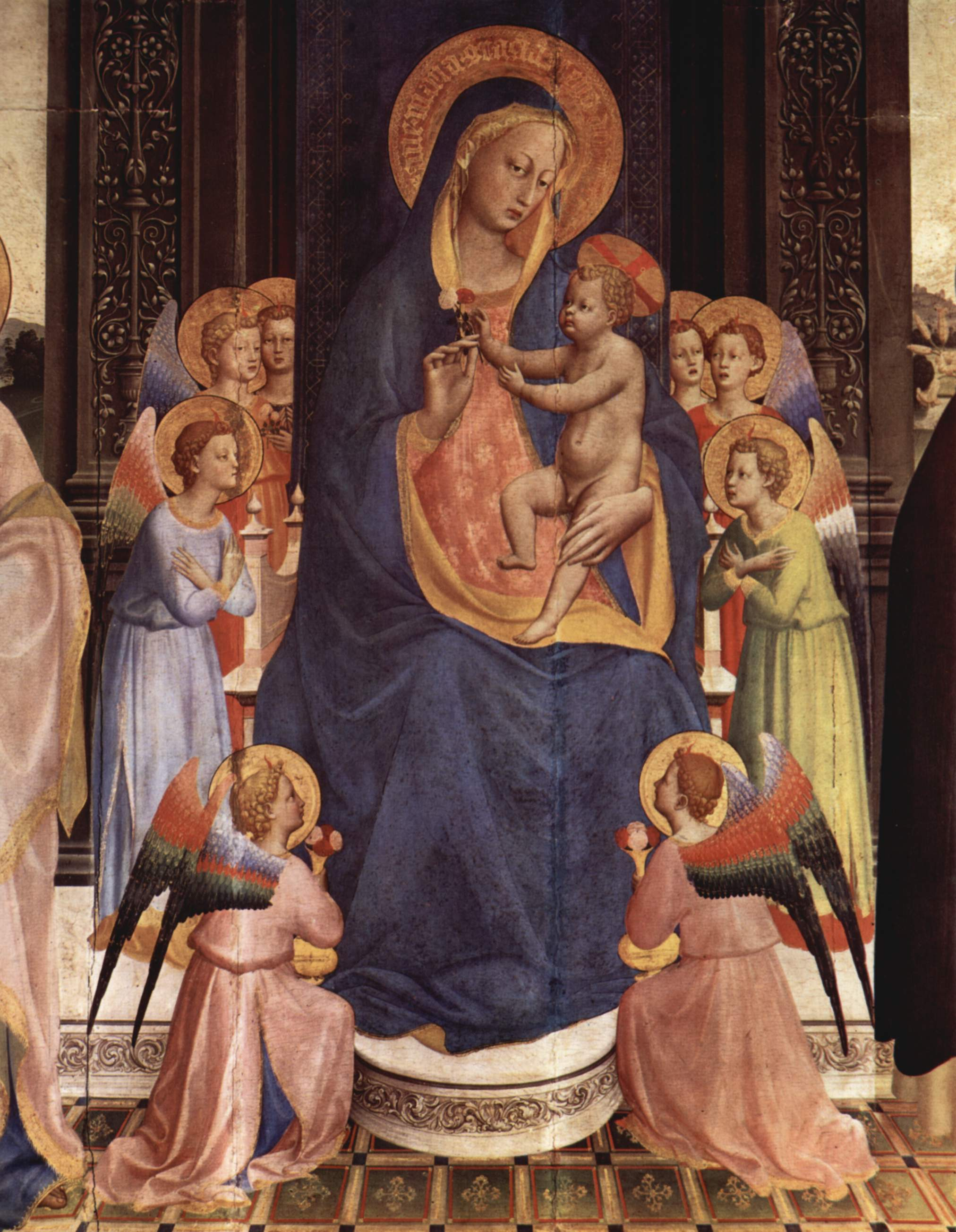
Partie centrale de la Pala di Fiesole de Fra Angelico

  - la Pala di Fiesole (la Madonna con il Bambino e i santi Tommaso d'Aquino, Barnaba, Domenico e Pietro martire) (1428-1430) retable du maître-autel de l'église, aujourd'hui exposé dans la première chapelle à gauche, ciel « modernisé » par Lorenzo di Credi (1510),
  - La Crucifixion, salle capitulaire,
  - Vierge à l'Enfant (1435), salle capitulaire  (transférée sur masonite ainsi que sa sinopia),
- Battesimo di Cristo, Lorenzo di Credi,
- Adorazione dei Magi, Giovanni Antonio Sogliani,
- Crucifix de bois, Antonio da Sangallo le Vieux (env. 1530),
- Savonarola e i due compagni che indicano Firenze a Cristo e alla Vergine, qui se réfère à Zanobi Poggino.

## Œuvres déplacées
De Fra Angelico, depuis l'église
- De la Pala di Fiesole :
  - Prédelle en 5 panneaux centrés sur le Christ ressuscité, qui comporte près de 300 figures dont 24 Dominicains sur les panneaux extérieurs (peut-être peints avec l'aide de son frère Benedetto), National Gallery de Londres.
  - Les saints des pilastres latéraux San Marco et San Matteo (Musée Condé de Chantilly), San Nicola et San Michele Arcangelo (collection Hawkins-Jones de Sheffield), les deux derniers sont égarés.
  - Des trois quadrilobes de la cimaise deux Angelo annunziante et Vergine annunziata sont dans la collection Tucker de Vienne, la troisième est égarée.
- Calvaire avec saint Dominique, du réfectoire, musée du Louvre
- Annonciation (vers 1426), musée du Prado,
- Incoronazione, musée du Louvre,
- Madonna della benedizione (fresque, dont la sinopia a été transférée sur panneau et exposée au Capitolo del Convento)
- Crucifix de bois (perdu).

De Fra Angelico, depuis le couvent
- Crocifisso con Madonna, S.Giovanni e S.Domenico (fresque, musée du Louvre),
- Vierge à l'Enfant entre les saints Dominique et Thomas d'Aquin (fresque de 196 × 184 cm, musée de l'Ermitage).

Du Pérugin, depuis l'église
- La Vierge à l'Enfant trônant avec saint Jean-Baptiste et saint Sébastien, huile sur bois, 178 × 164 cm. Ce retable a été conçu pour la chapelle que le vénitien Cornelia di Giovanni Martini fit bâtir en 1488. Il est maintenant exposé au Musée des Offices[1].

## Sources et références
- (it) Cet article est partiellement ou en totalité issu de l’article de Wikipédia en italien intitulé « Convento di San Domenico (Fiesole) » (voir la liste des auteurs).

1. ↑  Mina Gregori, Le Musée des Offices et le Palais Pitti : La Peinture à Florence, Editions Place des Victoires, 2000 (ISBN 2-84459-006-3), p. 130